# Dyskografia Rihanny
Dyskografia Rihanny – dyskografia barbadoskiej piosenkarki składająca się z ośmiu albumów studyjnych, trzech kompilacji, siedemdziesięciu dwóch singli (w tym trzy charytatywne) oraz czterech wideo.
Debiutancki album artystki, Music of the Sun, został wydany 26 sierpnia 2005. Pochodzący z niego singel „Pon de Replay” zadebiutował na 2. miejscu Billboard Hot 100 oraz uzyskał status platynowej płyty w Stanach Zjednoczonych i Australii. Na początku 2006 singel „SOS” jako pierwszy utwór Rihanny zajął pierwsze miejsce na listach Billboard Hot 100 i ARIA Charts. 19 kwietnia 2006 wokalistka wydała drugi album studyjny, A Girl like Me, który uzyskał status platynowej płyty w Stanach Zjednoczonych, Wielkiej Brytanii i Australii. W 2007 Rihanna wydała kolejny album, Good Girl Gone Bad, który uplasował się na 2. miejscu listy Billboard 200 i uzyskał status multiplatynowej płyty w wielu krajach, m.in. pięciokrotnej platynowej płyty w Wielkiej Brytanii, potrójnej platynowej płyty w Australii, podwójnej platynowej płyty w Stanach Zjednoczonych i Niemczech. Pochodzący z albumu singel „Umbrella” zajął 1. miejsce na listach przebojów w ponad dziesięciu krajach, w tym w Stanach Zjednoczonych. W 2008 została wydana reedycja albumu, a pochodzące z niej single „Take a Bow” i „Disturbia” również uplasowały się na pierwszych miejscach Billboard Hot 100.
Czwarty album Rihanny, Rated R, został wydany 23 listopada 2009 i uzyskał status dwukrotnej platynowej płyty w Wielkiej Brytanii oraz platynowej płyty w Stanach Zjednoczonych. Z albumu pochodzi kolejny singel wokalistki, „Rude Boy”, który zajął pierwsze miejsce na liście Billboard Hot 100. Pod koniec 2010 Rihanna wydała piąty album – Loud. Zajął on pierwsze miejsce na liście UK Albums Chart i trzecie miejsce na liście Billboard 200. Podobnie jak Good Girl Gone Bad wydawnictwo uzyskało w wielu krajach status multiplatynowej płyty: sześciokrotnej platynowej płyty w Wielkiej Brytanii, trzykrotnej platynowej płyty w Kanadzie oraz w Polsce, dwukrotnej platynowej płyty w Australii oraz platynowej płyty w Stanach Zjednoczonych. Trzy z siedmiu singli pochodzących z Loud („Only Girl (In the World)”, „What’s My Name?” oraz „S&M”) uplasowało się na pierwszym miejscu listy Billboard Hot 100. 18 listopada 2011 został wydany Talk That Talk, szósty album studyjny wokalistki. Pierwszy singel z albumu, „We Found Love”, jest jedenastym utworem artystki, który zajął pierwsze miejsce na liście Billboard Hot 100. Siódmy album studyjny sygnowany imieniem piosenkarki, Unapologetic wydany w 2012 roku stał się pierwszym w jej dorobku, który znalazł się na szczycie notowania Billboard 200. Wydawnictwo promował singel „Diamonds”, dwunasty numer jeden na oficjalnej liście przebojów w Stanach Zjednoczonych w karierze Rihanny.
W styczniu 2016 roku, po ponad trzech latach przerwy, na rynkach muzycznych ukazał się ósmy album studyjny wokalistki ANTI. Wydawnictwo, promowane singlem „Work” nagranym z gościnnym udziałem Drake’a, znalazło się na szczycie zestawienia Billboard 200 oraz zyskało status sześciokrotnie platynowej płyty w Stanach Zjednoczonych.
Rihanna plasuje się w czołówce wykonawców muzycznych z największą liczbą singli na pierwszym miejscu oficjalnej listy przebojów w Stanach Zjednoczonych (czternaście singli) oraz jest najmłodszą solową wokalistką z takim dorobkiem.

## Albumy

### Albumy studyjne
| Rok                                                     | Dane dot. albumu                                                                                            | Pozycje na listach przebojów | Pozycje na listach przebojów | Pozycje na listach przebojów | Pozycje na listach przebojów | Pozycje na listach przebojów | Pozycje na listach przebojów | Pozycje na listach przebojów | Pozycje na listach przebojów | Pozycje na listach przebojów | Pozycje na listach przebojów | Pozycje na listach przebojów | Certyfikat |
| Rok                                                     | Dane dot. albumu                                                                                            | POL                          | AUS                          | AUT                          | CAN                          | FRA                          | DEU                          | IRL                          | NZL                          | CHE                          | GBR                          | USA                          | Certyfikat |
| ------------------------------------------------------- | --- | ---------------------------- | ---------------------------- | ---------------------------- | ---------------------------- | ---------------------------- | ---------------------------- | ---------------------------- | ---------------------------- | ---------------------------- | ---------------------------- | ---------------------------- | --- |
| 2005                                                    | Music of the Sun - Wydany: 26 sierpnia 2005 - Wytwórnia: Def Jam - Format: CD, CD/DVD, LP, digital download | –                            | –                            | 45                           | 7                            | 93                           | 31                           | 12                           | 26                           | 38                           | 35                           | 10                           | - CAN: platynowa płyta - NZL: złota płyta - GBR: złota płyta - USA: złota płyta |
| 2006                                                    | A Girl like Me - Wydany: 19 kwietnia 2006 - Wytwórnia: Def Jam - Format: CD, LP, digital download           | 36                           | 9                            | 21                           | 1                            | 18                           | 13                           | 5                            | 7                            | 6                            | 5                            | 5                            | - POL: złota płyta - AUS: platynowa płyta - CAN: 2× platynowa płyta - DEU: złota płyta - IRL: 2× platynowa płyta - CHE: platynowa płyta - GBR: 2× platynowa płyta - USA: 2× platynowa płyta                                                               |
| 2007                                                    | Good Girl Gone Bad - Wydany: 30 maja 2007 - Wytwórnia: Def Jam - Format: CD, CD/DVD, LP, digital download   | 3                            | 2                            | 3                            | 1                            | 8                            | 4                            | 1                            | 4                            | 1                            | 1                            | 2                            | - POL: platynowa płyta - AUS: 3× platynowa płyta - CAN: 5× platynowa płyta - FRA: złota płyta - DEU: 2× platynowa płyta - IRL: 3× platynowa płyta - NZL: 3× platynowa płyta - CHE: 3× platynowa płyta - GBR: 6× platynowa płyta - USA: 6× platynowa płyta |
| 2009                                                    | Rated R - Wydany: 23 listopada 2009 - Wytwórnia: Def Jam - Format: CD, LP, digital download                 | 5                            | 12                           | 7                            | 5                            | 10                           | 4                            | 7                            | 14                           | 1                            | 9                            | 4                            | - POL: złota płyta - AUS: platynowa płyta - CAN: platynowa płyta - FRA: platynowa płyta - DEU: złota płyta - IRL: platynowa płyta - CHE: platynowa płyta - GBR: 2× platynowa płyta - USA: platynowa płyta                                                 |
| 2010                                                    | Loud - Wydany: 12 listopada 2010 - Wytwórnia: Def Jam - Format: CD, CD/DVD, LP, digital download            | 4                            | 2                            | 3                            | 1                            | 3                            | 2                            | 1                            | 4                            | 1                            | 1                            | 3                            | - POL: 3× platynowa płyta - AUS: 2× platynowa płyta - CAN: 3× platynowa płyta - DEU: 3× złota płyta - IRL: 5× platynowa płyta - NZL: platynowa płyta - CHE: 2× platynowa płyta - GBR: 6× platynowa płyta - USA: 3× platynowa płyta                        |
| 2011                                                    | Talk That Talk - Wydany: 18 listopada 2011 - Wytwórnia: Def Jam - Format: CD, LP, digital download          | 2                            | 5                            | 1                            | 3                            | 2                            | 3                            | 2                            | 1                            | 1                            | 1                            | 3                            | - POL: 3× platynowa płyta - AUS: platynowa płyta - DEU: złota płyta - IRL: 3× platynowa płyta - NZL: platynowa płyta - CHE: platynowa płyta - GBR: 3× platynowa płyta - USA: 3× platynowa płyta                                                           |
| 2012                                                    | Unapologetic - Wydany: 19 listopada 2012 - Wytwórnia: Def Jam - Format: CD, CD/DVD, LP, digital download    | 4                            | 8                            | 5                            | 1                            | 3                            | 3                            | 1                            | 5                            | 1                            | 1                            | 1                            | - POL: 3× platynowa płyta - AUS: platynowa płyta - CAN: platynowa płyta - DEU: złota płyta - IRL: 2× platynowa płyta - CHE: platynowa płyta - GBR: 2× platynowa płyta - USA: 3× platynowa płyta                                                           |
| 2016                                                    | ANTI - Wydany: 28 stycznia 2016 - Wytwórnia: Roc Nation - Format: CD, LP, digital download                  | 6                            | 5                            | 7                            | 1                            | 6                            | 3                            | 4                            | 5                            | 2                            | 7                            | 1                            | - POL: 3× platynowa płyta - CAN: złota płyta - GBR: złota płyta - USA: 3× platynowa płyta |
| „–” oznacza, że album nie był notowany na danej liście. | |                              |                              |                              |                              |                              |                              |                              |                              |                              |                              |                              | |

### Reedycje
| Rok  | Dane dot. albumu | Pozycje na listach przebojów | Pozycje na listach przebojów | Pozycje na listach przebojów | Pozycje na listach przebojów | Pozycje na listach przebojów |
| Rok  | Dane dot. albumu | AUT                          | NZ                           | SWI                          | UK                           | US                           |
| ---- | --- | ---------------------------- | ---------------------------- | ---------------------------- | ---------------------------- | ---------------------------- |
| 2008 | Good Girl Gone Bad: Reloaded - Wydany: 2 czerwca 2008 - Wytwórnia: Def Jam - Format: CD, CD/DVD, LP, digital download | 36                           | 4                            | 32                           | 12                           | 7                            |

### Muzyka filmowa
| Rok  | Dane dot. albumu | Pozycje na listach przebojów | Pozycje na listach przebojów | Pozycje na listach przebojów | Pozycje na listach przebojów | Pozycje na listach przebojów |
| Rok  | Dane dot. albumu | AUS                          | FRA                          | GBR OST                      | USA                          | USA OST                      |
| ---- | --- | ---------------------------- | ---------------------------- | ---------------------------- | ---------------------------- | ---------------------------- |
| 2015 | Home (wraz z różnymi wykonawcami) - Wydany: 23 marca 2015 - Wytówrnia: Westbury Road, Roc Nation - Format: CD, digital download | 72                           | 171                          | 4                            | 40                           | 4                            |

### Kompilacje
| Rok                                                     | Dane dot. albumu                                                                      | Pozycje na listach przebojów | Pozycje na listach przebojów | Pozycje na listach przebojów | Pozycje na listach przebojów | Pozycje na listach przebojów |
| Rok                                                     | Dane dot. albumu                                                                      | POL                          | FRA                          | USA                          | USA Dance                    | USA R&B                      |
| ------------------------------------------------------- | ------------------------------------------------------------------------------------- | ---------------------------- | ---------------------------- | ---------------------------- | ---------------------------- | ---------------------------- |
| 2009                                                    | 3CD Collector’s Set - Wydany: 15 grudnia 2009 - Wytwórnia: Def Jam - Format: CD       | –                            | –                            | –                            | –                            | 80                           |
| 2011                                                    | Coffret 4 CD - Wydany: 17 października 2011 - Wytwórnia: Def Jam - Format: CD box set | –                            | 55                           | –                            | –                            | –                            |
| 2016                                                    | Vinyl Box Set - Wydany: 16 grudnia 2016 - Wytwórnia: Def Jam - Format: LP box set     | –                            | –                            | –                            | –                            | –                            |
| „–” oznacza, że album nie był notowany na danej liście. |                                                                                       |                              |                              |                              |                              |                              |

### Albumy remiksowe
| Rok  | Dane dot. albumu                                                                                               | Pozycje na listach przebojów | Pozycje na listach przebojów | Pozycje na listach przebojów |
| Rok  | Dane dot. albumu                                                                                               | USA                          | USA Dance                    | USA R&B/HH                   |
| ---- | --- | ---------------------------- | ---------------------------- | ---------------------------- |
| 2009 | Good Girl Gone Bad: The Remixes - Wydany: 27 stycznia 2009 - Wytwórnia: Def Jam - Format: CD, digital download | 106                          | 4                            | 59                           |
| 2010 | Rated R: Remixed - Wydany: 25 maja 2010 - Wytwórnia: Def Jam - Format: CD, digital download                    | 158                          | 6                            | 33                           |

### Minialbumy (EP)
| Rok  | Dane dot. albumu                                                                                        |
| ---- | --- |
| 2007 | Don’t Stop the Music (5 Track) - Wydany: 1 stycznia 2007 - Wytwórnia: Def Jam - Format: streaming       |
| 2007 | Don’t Stop the Music (Hit Pack) - Wydany: sierpień 2007 - Wytwórnia: Def Jam - Format: digital download |
| 2010 | Rated R (Nokia Singles edition) - Wydany: 3 marca 2010 - Wytwórnia: Def Jam - Format: digital download  |

## Single
| Rok                                                      | Singel                                                            | Pozycje na listach przebojów | Pozycje na listach przebojów | Pozycje na listach przebojów | Pozycje na listach przebojów | Pozycje na listach przebojów | Pozycje na listach przebojów | Pozycje na listach przebojów | Pozycje na listach przebojów | Pozycje na listach przebojów | Pozycje na listach przebojów | Pozycje na listach przebojów | Certyfikat | Album                                                       |
| Rok                                                      | Singel                                                            | POL (Air.)                   | AUS                          | AUT                          | CAN                          | FRA                          | DEU                          | IRL                          | NZL                          | CHE                          | GBR                          | USA                          | Certyfikat | Album                                                       |
| -------------------------------------------------------- | ----------------------------------------------------------------- | ---------------------------- | ---------------------------- | ---------------------------- | ---------------------------- | ---------------------------- | ---------------------------- | ---------------------------- | ---------------------------- | ---------------------------- | ---------------------------- | ---------------------------- | --- | ----------------------------------------------------------- |
| 2005                                                     | „Pon de Replay”                                                   | –                            | 6                            | 5                            | 3                            | 18                           | 6                            | 2                            | 1                            | 3                            | 2                            | 2                            | - AUS: platynowa płyta - NZL: złota płyta - GBR: srebrna płyta - USA: 2× platynowa płyta | Music of the Sun                                            |
| 2005                                                     | „If It’s Lovin’ That You Want”                                    | –                            | 9                            | 31                           | –                            | –                            | 25                           | 8                            | 9                            | 19                           | 11                           | 36                           | - USA: złota płyta | Music of the Sun                                            |
| 2006                                                     | „SOS”                                                             | –                            | 1                            | 4                            | 1                            | 12                           | 2                            | 3                            | 3                            | 3                            | 2                            | 1                            | - AUS: 2× platynowa płyta - GBR: srebrna płyta - USA: 2× platynowa płyta | A Girl like Me                                              |
| 2006                                                     | „Unfaithful”                                                      | –                            | 2                            | 2                            | 1                            | 7                            | 2                            | 2                            | 4                            | 1                            | 2                            | 6                            | - AUS: złota płyta - CHE: złota płyta - GBR: złota płyta - USA: 3× platynowa płyta | A Girl like Me                                              |
| 2006                                                     | „We Ride”                                                         | –                            | 24                           | –                            | –                            | –                            | 45                           | 17                           | 7                            | 42                           | 17                           | –[a]                         | - USA: złota płyta | A Girl like Me                                              |
| 2006                                                     | „Break It Off” (z gościnnym udziałem Seana Paula)                 | –                            | –                            | –                            | 19                           | –                            | –                            | –                            | –                            | –                            | –                            | 9                            | - USA: złota płyta | A Girl like Me                                              |
| 2007                                                     | „Umbrella” (z gościnnym udziałem Jaya-Z)                          | –                            | 1                            | 1                            | 1                            | 6                            | 1                            | 1                            | 1                            | 1                            | 1                            | 1                            | - AUS: 5× platynowa płyta - DEU: platynowa płyta - NZL: platynowa płyta - CHE: złota płyta - GBR: platynowa płyta - USA: 6× platynowa płyta                                                         | Good Girl Gone Bad                                          |
| 2007                                                     | „Shut Up and Drive”                                               | –                            | 4                            | 31                           | 6                            | –                            | 6                            | 12                           | 12                           | 14                           | 5                            | 15                           | - AUS: 2× platynowa płyta - GBR: srebrna płyta - USA: 2× platynowa płyta | Good Girl Gone Bad                                          |
| 2007                                                     | „Hate That I Love You” (z gościnnym udziałem Ne-Ya)               | –                            | 14                           | 14                           | 17                           | 16                           | 11                           | 13                           | 6                            | 13                           | 15                           | 7                            | - AUS: platynowa płyta - NZL: złota płyta - GBR: srebrna płyta - USA: 2× platynowa płyta | Good Girl Gone Bad                                          |
| 2007                                                     | „Don’t Stop the Music”                                            | –                            | 1                            | 1                            | 2                            | 1                            | 1                            | 6                            | 3                            | 1                            | 4                            | 3                            | - AUS: 5× platynowa płyta - GER: złota płyta - NZL: platynowa płyta - GBR: złota płyta - USA: 4× platynowa płyta                                                                                    | Good Girl Gone Bad                                          |
| 2008                                                     | „Take a Bow”                                                      | –                            | 3                            | 6                            | 1                            | 12                           | 6                            | 1                            | 2                            | 7                            | 1                            | 1                            | - AUS: 3× platynowa płyta - NZL: platynowa płyta - GBR: platynowa płyta - USA: 4× platynowa płyta                                                                                                   | Good Girl Gone Bad: Reloaded                                |
| 2008                                                     | „Disturbia”                                                       | 3                            | 6                            | 4                            | 2                            | 3                            | 5                            | 4                            | 1                            | 4                            | 3                            | 1                            | - AUS: 3× platynowa płyta - NZL: platynowa płyta - GBR: platynowa płyta - USA: 6× platynowa płyta                                                                                                   | Good Girl Gone Bad: Reloaded                                |
| 2008                                                     | „Rehab”                                                           | –                            | 26                           | 9                            | 19                           | –                            | 4                            | 22                           | 12                           | 13                           | 16                           | 18                           | - NZL: złota płyta - GBR: srebrna płyta - USA: 2× platynowa płyta | Good Girl Gone Bad                                          |
| 2009                                                     | „Russian Roulette”                                                | –                            | 7                            | 2                            | 9                            | 4                            | 2                            | 5                            | 9                            | 1                            | 2                            | 9                            | - AUS: platynowa płyta - CHE: złota płyta - NZL: złota płyta - GBR: złota płyta - USA: 2× platynowa płyta                                                                                           | Rated R                                                     |
| 2009                                                     | „Hard” (z gościnnym udziałem Jeezy’ego)                           | –                            | –                            | –                            | 9                            | –                            | –                            | 33                           | 15                           | –                            | 42                           | 8                            | - USA: 2× platynowa płyta | Rated R                                                     |
| 2009                                                     | „Wait Your Turn”                                                  | –                            | –                            | –                            | –                            | –                            | –                            | 32                           | –                            | –                            | 45                           | –[b]                         | | Rated R                                                     |
| 2010                                                     | „Rude Boy”                                                        | 4                            | 1                            | 6                            | 7                            | 8                            | 4                            | 3                            | 3                            | 5                            | 2                            | 1                            | - AUS: 4× platynowa płyta - NZL: platynowa płyta - CHE: złota płyta - GBR: platynowa płyta - USA: 5× platynowa płyta                                                                                | Rated R                                                     |
| 2010                                                     | „Rockstar 101” (z gościnnym udziałem Slasha)                      | –                            | 24                           | –                            | –                            | –                            | –                            | –                            | –                            | –                            | –                            | 64                           | - USA: platynowa płyta | Rated R                                                     |
| 2010                                                     | „Te Amo”                                                          | 2                            | 22                           | 11                           | 66                           | –                            | 11                           | 16                           | –                            | 9                            | 14                           | –                            | - AUS: platynowa płyta - CHE: złota płyta - GBR: srebrna płyta - USA: złota płyta | Rated R                                                     |
| 2010                                                     | „Only Girl (In the World)”                                        | 1                            | 1                            | 1                            | 1                            | 2                            | 2                            | 1                            | 1                            | 2                            | 1                            | 1                            | - AUS: 7× platynowa płyta - DEU: platynowa płyta - NZL: platynowa płyta - CHE: 2× platynowa płyta - GBR: 2× platynowa płyta - USA: 6× platynowa płyta                                               | Loud                                                        |
| 2010                                                     | „What’s My Name?” (z gościnnym udziałem Drake’a)                  | –                            | 18                           | 13                           | 5                            | 16                           | 12                           | 3                            | 3                            | 13                           | 1                            | 1                            | - AUS: platynowa płyta - NZ: platynowa płyta - SWI: złota płyta - UK: platynowa płyta - USA: 6× platynowa płyta                                                                                     | Loud                                                        |
| 2010                                                     | „Raining Men” (z gościnnym udziałem Nicki Minaj)                  | –                            | –                            | –                            | –                            | –                            | –                            | –                            | –                            | –                            | 142                          | –[c]                         | | Loud                                                        |
| 2011                                                     | „S&M”                                                             | 1                            | 1                            | 4                            | 1                            | 3                            | 2                            | 3                            | 2                            | 2                            | 3                            | 1                            | - AUS: 6× platynowa płyta - DEU: złota płyta - NZL: platynowa płyta - CHE: platynowa płyta - GBR: platynowa płyta - USA: 5× platynowa płyta                                                         | Loud                                                        |
| 2011                                                     | „California King Bed”                                             | 1                            | 4                            | 4                            | 20                           | 30                           | 8                            | 11                           | 4                            | 10                           | 8                            | 37                           | - AUS: 2× platynowa płyta - NZ: złota płyta - SWI: złota płyta - UK: srebrna płyta - USA: 2× platynowa płyta                                                                                        | Loud                                                        |
| 2011                                                     | „Man Down”                                                        | 4                            | –                            | –                            | 63                           | 1                            | –                            | –                            | –                            | 9                            | 54                           | 59                           | - CHE: złota płyta - GBR: srebrna płyta - USA: 2× platynowa płyta | Loud                                                        |
| 2011                                                     | „Cheers (Drink to That)”                                          | –                            | 6                            | –                            | 6                            | 64                           | –                            | 16                           | 5                            | 66                           | 15                           | 7                            | - AUS: 3× platynowa płyta - NZL: platynowa płyta - GBR: srebrna płyta - USA: 2× platynowa płyta | Loud                                                        |
| 2011                                                     | „We Found Love” (z gościnnym udziałem Calvina Harrisa)            | 1                            | 2                            | 2                            | 1                            | 1                            | 1                            | 1                            | 1                            | 1                            | 1                            | 1                            | - AUS: 8× platynowa płyta - DEU: złota płyta - NZL: 3× platynowa płyta - CHE: 2× platynowa płyta - SWE: 6× platynowa płyta - GBR: 2× platynowa płyta - USA: 9× platynowa płyta                      | Talk That Talk                                              |
| 2011                                                     | „You da One”                                                      | –                            | 26                           | 23                           | 12                           | 23                           | –                            | 12                           | 10                           | 36                           | 16                           | 14                           | - AUS: platynowa płyta - NZL: złota płyta - GBR: srebrna płyta - USA: 2× platynowa płyta | Talk That Talk                                              |
| 2012                                                     | „Talk That Talk” (z gościnnym udziałem Jaya-Z)                    | –                            | 28                           | –                            | 30                           | 24                           | –                            | 22                           | 37                           | 11                           | 25                           | 31                           | - AUS: złota płyta - USA: platynowa płyta | Talk That Talk                                              |
| 2012                                                     | „Princess of China” (wraz z Coldplay)                             | –                            | 16                           | 25                           | 17                           | 24                           | 41                           | 5                            | 8                            | 20                           | 4                            | 20                           | - AUS: platynowa płyta - NZL: złota płyta - GBR: platynowa płyta | Mylo Xyloto                                                 |
| 2012                                                     | „Birthday Cake” (z gościnnym udziałem Chrisa Browna)              | –                            | –                            | –                            | –                            | –                            | –                            | –                            | –                            | –                            | –                            | 24                           | - USA: platynowa płyta | Talk That Talk                                              |
| 2012                                                     | „Where Have You Been”                                             | –                            | 6                            | 20                           | 5                            | 2                            | 17                           | 8                            | 4                            | 15                           | 6                            | 5                            | - AUS: 3× platynowa płyta - NZL: platynowa płyta - GBR: złota płyta - USA: 4× platynowa płyta | Talk That Talk                                              |
| 2012                                                     | „Cockiness (Love It) Remix” (z gościnnym udziałem A$AP Rocky’ego) | –                            | –                            | –                            | –                            | –                            | –                            | –                            | –                            | –                            | –                            | –[d]                         | - USA: złota płyta | Talk That Talk                                              |
| 2012                                                     | „Diamonds”                                                        | 3                            | 6                            | 1                            | 1                            | 1                            | 1                            | 2                            | 2                            | 1                            | 1                            | 1                            | - AUS: 6× platynowa płyta - CAN: złota płyta - DEU: platynowa płyta - NZL: 2× platynowa płyta - CHE: 2× platynowa płyta - GBR: 2× platynowa płyta - USA: 6× platynowa płyta - POL: diamentowa płyta | Unapologetic                                                |
| 2013                                                     | „Stay”                                                            | 3                            | 4                            | 5                            | 1                            | 2                            | 2                            | 2                            | 4                            | 2                            | 4                            | 3                            | - AUS: 5× platynowa płyta - DEU: złota płyta - NZL: 2× platynowa płyta - GBR: platynowa płyta - USA: 7× platynowa płyta                                                                             | Unapologetic                                                |
| 2013                                                     | „Pour It Up”                                                      | –                            | –                            | –                            | 49                           | 81                           | –                            | 56                           | –                            | –                            | 43                           | 19                           | - USA: 2× platynowa płyta | Unapologetic                                                |
| 2013                                                     | „Loveeeeeee Song” (z gościnnym udziałem Future’a)                 | –                            | –                            | –                            | –                            | 110                          | –                            | –                            | –                            | –                            | –                            | 55                           | - USA: platynowa płyta | Unapologetic                                                |
| 2013                                                     | „Right Now” (z gościnnym udziałem Davida Guetty)                  | –                            | 39                           | 25                           | 32                           | 31                           | 43                           | 52                           | –                            | 32                           | 36                           | 50                           | - AUS: platynowa płyta - USA: złota płyta | Unapologetic                                                |
| 2013                                                     | „What Now”                                                        | –                            | 21                           | 67                           | 27                           | 52                           | 49                           | 21                           | 13                           | –                            | 21                           | 25                           | - AUS: platynowa płyta - GBR: srebrna płyta - USA: platynowa płyta | Unapologetic                                                |
| 2014                                                     | „Jump”                                                            | –                            | 5                            | –                            | –                            | 153                          | –                            | –                            | 10                           | –                            | 110                          | –                            | - AUS: platynowa płyta - NZL: złota płyta | Unapologetic                                                |
| 2015                                                     | „FourFiveSeconds” (wraz z Kanye Westem & Paulem McCartneyem)      | 3                            | 1                            | 2                            | 3                            | 2                            | 3                            | 1                            | 1                            | 3                            | 3                            | 4                            | - POL: 3× platynowa płyta - AUS: 3× platynowa płyta - NZL: 2× platynowa płyta - CHE: platynowa płyta - SWE: 4× platynowa płyta - GBR: platynowa płyta - USA: 3× platynowa płyta                     | —                                                           |
| 2015                                                     | „Towards the Sun”                                                 | –                            | –                            | –                            | –                            | 22                           | –                            | –                            | –                            | –                            | 76                           | –[e]                         | | Home (soundtrack)                                           |
| 2015                                                     | „Bitch Better Have My Money”                                      | –                            | 14                           | 18                           | 11                           | 3                            | 17                           | 32                           | 10                           | 7                            | 27                           | 15                           | - POL: 2× platynowa płyta - AUS: złota płyta - NZL: złota płyta - SWE: platynowa płyta - GBR: srebrna płyta - USA: 2× platynowa płyta                                                               | —                                                           |
| 2015                                                     | „American Oxygen”                                                 | –                            | –                            | 52                           | 59                           | 25                           | 39                           | 33                           | –                            | 30                           | 71                           | 78                           | - POL: złota płyta | —                                                           |
| 2016                                                     | „Work” (z gościnnym udziałem Drake’a)                             | 52                           | 5                            | 14                           | 1                            | 1                            | 5                            | 2                            | 2                            | 9                            | 2                            | 1                            | - POL: 3× platynowa płyta - AUS: 2× platynowa płyta - CAN: złota płyta - NZL: 2× platynowa płyta - GBR: platynowa płyta - USA: 6× platynowa płyta                                                   | ANTI                                                        |
| 2016                                                     | „Kiss It Better”                                                  | –                            | 48                           | –                            | 54                           | 76                           | –                            | 66                           | –                            | –                            | 46                           | 62                           | - GBR: srebrna płyta - NZL: złota płyta - USA: platynowa płyta - POL: złota płyta | ANTI                                                        |
| 2016                                                     | „Needed Me”                                                       | –                            | 44                           | 71                           | 25                           | 94                           | 57                           | 47                           | 14                           | 45                           | 38                           | 7                            | - AUS: platynowa płyta - CAN: 2× platynowa płyta - NZL: platynowa płyta - GBR: złota płyta - USA: 5× platynowa płyta - POL: 2× platynowa płyta                                                      | ANTI                                                        |
| 2016                                                     | „Nothing Is Promised” (wraz z Mike Will Made It)                  | –                            | 69                           | –                            | –                            | 25                           | –                            | –                            | –                            | –                            | 64                           | 75                           | | Ransom 2                                                    |
| 2016                                                     | „Sledgehammer”                                                    | –                            | 69                           | –                            | 72                           | 60                           | –                            | –                            | –                            | –                            | 69                           | –[f]                         | | Star Trek Beyond soundtrack                                 |
| 2016                                                     | „Love on the Brain”                                               | 1                            | –                            | 7                            | 22                           | 12                           | 21                           | –                            | 15                           | 71                           | 175                          | 6                            | - CAN: platynowa płyta - NZL: złota płyta - USA: 3× platynowa płyta - POL: diamentowa płyta | ANTI                                                        |
| 2020                                                     | „Believe It” (wraz z PartyNextDoor)                               | –                            | 28                           | –                            | –                            | 48                           | 58                           | –                            | –                            | –                            | –                            | 23                           | | Partymobile                                                 |
| 2022                                                     | „Lift Me Up”                                                      | –                            | 5                            | –                            | 3                            | 3                            | 9                            | 3                            | 3                            | 1                            | 3                            | 2                            | - POL: platynowa płyta | Black Panther: Wakanda Forever – Music from and Inspired By |
| 2025                                                     | „Friend of Mine”                                                  | –                            | –                            | –                            | –                            | –                            | –                            | –                            | –                            | –                            | –                            | –                            | | Smurfs                                                      |
| „–” oznacza, że singel nie był notowany na danej liście. |                                                                   |                              |                              |                              |                              |                              |                              |                              |                              |                              |                              |                              | |                                                             |

Adnotacje
- ^[a] Singel „We Ride” nie znalazł się na notowaniu Billboard Hot 100, jednak znalazł się na pozycji siódmej w zestawieniu Bubbling Under Hot 100 Singles, które jest 25-pozycyjnym rozszerzeniem notowania Hot 100[89].
- ^[b] Singel „Wait Your Turn” nie znalazł się na notowaniu Billboard Hot 100, jednak znalazł się na pozycji dziesiątej w zestawieniu Bubbling Under Hot 100 Singles, które jest 25-pozycyjnym rozszerzeniem notowania Hot 100[89].
- ^[c] Singel „Raining Men” nie znalazł się na notowaniu Billboard Hot 100, jednak znalazł się na pozycji jedenastej w zestawieniu Bubbling Under Hot 100 Singles, które jest 25-pozycyjnym rozszerzeniem notowania Hot 100[89].
- ^[d] Singel „Cockiness (Love It) Remix” nie znalazł się na notowaniu Billboard Hot 100, jednak znalazł się na pozycji drugiej w zestawieniu Bubbling Under Hot 100 Singles, które jest 25-pozycyjnym rozszerzeniem notowania Hot 100[89].
- ^[e] Singel „Towards the Sun” nie znalazł się na notowaniu Billboard Hot 100, jednak znalazł się na pozycji dwudziestej czwartej w zestawieniu Bubbling Under Hot 100 Singles, które jest 25-pozycyjnym rozszerzeniem notowania Hot 100[89].
- ^[f] Singel „Sledgehammer” nie znalazł się na notowaniu Billboard Hot 100, jednak znalazł się na pozycji drugiej w zestawieniu Bubbling Under Hot 100 Singles, które jest 25-pozycyjnym rozszerzeniem notowania Hot 100[89].

### Z gościnnym udziałem
| Rok                                                      | Singel                                                        | Pozycje na listach przebojów | Pozycje na listach przebojów | Pozycje na listach przebojów | Pozycje na listach przebojów | Pozycje na listach przebojów | Pozycje na listach przebojów | Pozycje na listach przebojów | Pozycje na listach przebojów | Pozycje na listach przebojów | Pozycje na listach przebojów | Pozycje na listach przebojów | Certyfikat | Album                             |
| Rok                                                      | Singel                                                        | POL (Air.)                   | AUS                          | CAN                          | FIN                          | FRA                          | DEU                          | IRL                          | NZL                          | CHE                          | GBR                          | USA                          | Certyfikat | Album                             |
| -------------------------------------------------------- | ------------------------------------------------------------- | ---------------------------- | ---------------------------- | ---------------------------- | ---------------------------- | ---------------------------- | ---------------------------- | ---------------------------- | ---------------------------- | ---------------------------- | ---------------------------- | ---------------------------- | --- | --------------------------------- |
| 2007                                                     | „Roll It” (singel J-Status wraz z Shontelle)                  | –                            | –                            | –                            | 8                            | –                            | 33                           | –                            | –                            | 89                           | –                            | –                            | | The Beginning                     |
| 2008                                                     | „If I Never See Your Face Again” (singel Maroon 5)            | –                            | 11                           | 12                           | –                            | –                            | –                            | 16                           | 21                           | 52                           | 28                           | 51                           | - AUS: platynowa płyta - CAN: złota płyta | It Won't Be Soon Before Long      |
| 2008                                                     | „Live Your Life” (singel T.I.)                                | –                            | 3                            | 4                            | 9                            | 17                           | 12                           | 3                            | 2                            | 8                            | 2                            | 1                            | - AUS: platynowa płyta - NZL: platynowa płyta - GBR: złota płyta - USA: 4× platynowa płyta                                                               | Paper Trail                       |
| 2009                                                     | „Run This Town” (singel Jaya-Z wraz z Kanye Westem)           | –                            | 9                            | 6                            | 19                           | –                            | 18                           | 3                            | 9                            | 9                            | 1                            | 2                            | - AUS: platynowa płyta - NZL: złota płyta - GBR: złota płyta - USA: 3× platynowa płyta                                                                   | The Blueprint 3                   |
| 2010                                                     | „Love the Way You Lie” (singel Eminema)                       | 1                            | 1                            | 1                            | 1                            | 3                            | 1                            | 1                            | 1                            | 1                            | 2                            | 1                            | - AUS: 9× platynowa płyta - DEU: platynowa płyta - NZL: 2× platynowa płyta - CHE: 3× platynowa płyta - GBR: 2× platynowa płyta - USA: diamentowa płyta   | Recovery                          |
| 2010                                                     | „Who’s That Chick?” (singel Davida Guetty)                    | –                            | 7                            | 26                           | 5                            | 5                            | 8                            | 4                            | 8                            | 8                            | 6                            | 51                           | - AUS: 2× platynowa płyta - DEU: złota płyta - NZL: platynowa płyta - GBR: platynowa płyta                                                               | One Love                          |
| 2011                                                     | „All of the Lights” (singel Kanye Westa)                      | –                            | 24                           | 53                           | –                            | 52                           | –                            | –                            | 13                           | 46                           | 15                           | 18                           | - AUS: platynowa płyta - NZL: złota płyta - GBR: złota płyta - USA: 4× platynowa płyta                                                                   | My Beautiful Dark Twisted Fantasy |
| 2011                                                     | „Fly” (singel Nicki Minaj)                                    | –                            | 18                           | 55                           | –                            | –                            | –                            | 14                           | 13                           | –                            | 16                           | 19                           | - AUS: platynowa płyta - GBR: srebrna płyta - USA: platynowa płyta                                                                                       | Pink Friday                       |
| 2012                                                     | „Take Care” (singel Drake’a)                                  | –                            | 9                            | 15                           | –                            | 26                           | –                            | 18                           | 7                            | 50                           | 9                            | 7                            | - AUS: 2× platynowa płyta - CAN: 2× platynowa płyta - NZL: platynowa płyta - GBR: platynowa płyta - USA: 4× platynowa płyta                              | Take Care                         |
| 2013                                                     | „Bad” (Remix) (singel Wale’a)                                 | –                            | –                            | –                            | –                            | –                            | –                            | –                            | –                            | –                            | 112                          | 21                           | - USA: złota płyta | The Gifted                        |
| 2013                                                     | „The Monster” (singel Eminema)                                | 1                            | 1                            | 1                            | 1                            | 1                            | 3                            | 1                            | 1                            | 1                            | 1                            | 1                            | - AUS: 5× platynowa płyta - CAN: 2× platynowa płyta - NZL: 2× platynowa płyta - GBR: platynowa płyta - USA: 3× platynowa płyta - SWE: 5× platynowa płyta | The Marshall Mathers LP 2         |
| 2014                                                     | „Can’t Remember to Forget You” (singel Shakiry)               | 2                            | 18                           | 19                           | 6                            | 5                            | 8                            | 7                            | 32                           | 7                            | 11                           | 15                           | - AUS: złota płyta - DEU: złota płyta - GBR: srebrna płyta                                                                                               | Shakira                           |
| 2016                                                     | „This Is What You Came For” (singel Calvina Harrisa)          | 5                            | 1                            | 1                            | 3                            | 5                            | 5                            | 1                            | 2                            | 4                            | 2                            | 4                            | - AUS: 2× platynowa płyta - CAN: platynowa płyta - NZL: platynowa płyta - POL: 2× diamentowa płyta - UK: platynowa płyta                                 | –                                 |
| 2016                                                     | „Too Good” (singel Drake’a)                                   | –                            | 3                            | 9                            | –                            | 29                           | 30                           | 7                            | 4                            | 25                           | 3                            | 19                           | - AUS: platynowa płyta - NZL: złota płyta - GBR: złota płyta                                                                                             | Views                             |
| 2017                                                     | „Selfish” (singel Future’a)                                   | –                            | 39                           | 28                           | –                            | 150                          | –                            | 78                           | –                            | 58                           | 94                           | 37                           | | Hndrxx                            |
| 2017                                                     | „Lemon” (singiel N.E.R.D)                                     | –                            | 44                           | 33                           | –                            | –                            |                              | 51                           |                              |                              | 31                           | 36                           | - POL: złota płyta | No One Ever Really Dies           |
| 2017                                                     | „Wild Thoughts” (singiel DJ Khaleda wraz z Brysonem Tillerem) | 31                           | 2                            | 2                            | 8                            | 4                            |                              | 3                            |                              |                              | 1                            | 2                            | - POL: 3x platynowa płyta | Grateful                          |
| 2017                                                     | „Loyalty” (singiel Kendricka Lamara)                          | –                            | 20                           | 12                           | –                            | 43                           |                              | 18                           |                              |                              | 27                           | 14                           | | Damn                              |
| „–” oznacza, że singel nie był notowany na danej liście. |                                                               |                              |                              |                              |                              |                              |                              |                              |                              |                              |                              |                              | |                                   |

### Single charytatywne
| Rok                                                      | Singel                                                         | Pozycje na listach przebojów | Pozycje na listach przebojów | Pozycje na listach przebojów | Pozycje na listach przebojów | Pozycje na listach przebojów | Pozycje na listach przebojów | Pozycje na listach przebojów | Uwagi |
| Rok                                                      | Singel                                                         | AUS                          | AUT                          | FIN                          | IRL                          | NZL                          | GBR                          | USA                          | Uwagi |
| -------------------------------------------------------- | -------------------------------------------------------------- | ---------------------------- | ---------------------------- | ---------------------------- | ---------------------------- | ---------------------------- | ---------------------------- | ---------------------------- | --- |
| 2008                                                     | „Just Stand Up!” (wraz z wieloma artystkami)                   | 39                           | 73                           | –                            | 11                           | 19                           | 26                           | 11                           | Część kampanii Stand Up to Cancer.                                                                                    |
| 2010                                                     | „Redemption Song”                                              | –                            | –                            | –                            | –                            | –                            | –                            | 81                           | Cover utworu Boba Marleya, wydany na rzecz kampanii pomagającej ofiarom trzęsienia ziemi na Haiti.                    |
| 2010                                                     | „Stranded (Haiti Mon Amour)” (wraz z Jayem-Z, Bono i The Edge) | –                            | 10                           | 14                           | 3                            | –                            | 41                           | 16                           | Utwór pochodzący z albumu Hope for Haiti Now, wydany na rzecz kampanii pomagającej ofiarom trzęsienia ziemi na Haiti. |
| „–” oznacza, że singel nie był notowany na danej liście. |                                                                |                              |                              |                              |                              |                              |                              |                              | |

### Inne notowane utwory
| Rok                                                     | Utwór                                              | Pozycje na listach przebojów | Pozycje na listach przebojów | Pozycje na listach przebojów | Pozycje na listach przebojów | Pozycje na listach przebojów | Pozycje na listach przebojów | Pozycje na listach przebojów | Pozycje na listach przebojów | Pozycje na listach przebojów | Pozycje na listach przebojów | Album                           |
| Rok                                                     | Utwór                                              | CAN                          | FRA                          | IRL                          | SPA                          | CHE                          | GBR                          | GBR R&B                      | USA                          | USA Dance                    | USA R&B                      | Album                           |
| ------------------------------------------------------- | -------------------------------------------------- | ---------------------------- | ---------------------------- | ---------------------------- | ---------------------------- | ---------------------------- | ---------------------------- | ---------------------------- | ---------------------------- | ---------------------------- | ---------------------------- | ------------------------------- |
| 2008                                                    | „Breakin’ Dishes”                                  | –                            | –                            | –                            | –                            | –                            | –                            | –                            | –                            | 4                            | –                            | Good Girl Gone Bad              |
| 2009                                                    | „Breakin’ Dishes” (Soul Seekerz Remix)             | –                            | –                            | –                            | –                            | –                            | –                            | –                            | –                            | 4                            | –                            | Good Girl Gone Bad: The Remixes |
| 2009                                                    | „A Girl like Me”                                   | –                            | –                            | –                            | 25                           | –                            | –                            | –                            | –                            | –                            | –                            | A Girl like Me                  |
| 2009                                                    | „A Million Miles Away”                             | –                            | –                            | –                            | 38                           | –                            | –                            | –                            | –                            | –                            | –                            | A Girl like Me                  |
| 2009                                                    | „Bad Girl” (wraz z Chrisem Brownem)                | –                            | –                            | –                            | –                            | –                            | –                            | –                            | –                            | –                            | 55                           | —                               |
| 2010                                                    | „Fading”                                           | –                            | –                            | –                            | –                            | –                            | 187                          | –                            | –                            | –                            | –                            | Loud                            |
| 2010                                                    | „Love the Way You Lie (Part II)” (wraz z Eminemem) | 19                           | –                            | –                            | –                            | –                            | 160                          | –                            | –                            | –                            | –                            | Loud                            |
| 2011                                                    | „We All Want Love”                                 | –                            | –                            | –                            | –                            | –                            | 188                          | –                            | –                            | –                            | –                            | Talk That Talk                  |
| 2011                                                    | „Drunk on Love”                                    | –                            | –                            | –                            | –                            | –                            | 153                          | 23                           | –                            | –                            | –                            | Talk That Talk                  |
| 2011                                                    | „Roc Me Out”                                       | –                            | –                            | –                            | –                            | –                            | 176                          | –                            | –                            | –                            | –                            | Talk That Talk                  |
| 2011                                                    | „Farewell”                                         | –                            | –                            | –                            | –                            | –                            | 155                          | –                            | –                            | –                            | –                            | Talk That Talk                  |
| 2011                                                    | „Red Lipstick”                                     | –                            | –                            | –                            | –                            | –                            | 122                          | 34                           | –                            | –                            | –                            | Talk That Talk                  |
| 2011                                                    | „Do Ya Thang”                                      | –                            | –                            | –                            | –                            | –                            | 136                          | 38                           | –                            | –                            | –                            | Talk That Talk                  |
| 2011                                                    | „Fool in Love”                                     | –                            | –                            | –                            | –                            | –                            | 123                          | 35                           | –                            | –                            | –                            | Talk That Talk                  |
| 2012                                                    | „Phresh Off the Runway”                            | –                            | 185                          | –                            | –                            | –                            | 177                          | 35                           | –                            | –                            | 60                           | Unapologetic                    |
| 2012                                                    | „Numb”                                             | 99                           | 128                          | –                            | –                            | –                            | 92                           | 13                           | –                            | –                            | 42                           | Unapologetic                    |
| 2012                                                    | „Nobody’s Business”                                | –                            | 36                           | –                            | –                            | –                            | 63                           | 7                            | –                            | –                            | 39                           | Unapologetic                    |
| 2012                                                    | „Love Without Tragedy / Mother Mary”               | –                            | 95                           | –                            | –                            | –                            | 113                          | 19                           | –                            | –                            | –                            | Unapologetic                    |
| 2012                                                    | „No Love Allowed”                                  | –                            | 101                          | –                            | –                            | –                            | 131                          | 24                           | –                            | –                            | –                            | Unapologetic                    |
| 2012                                                    | „Lost in Paradise”                                 | –                            | 183                          | –                            | –                            | –                            | –                            | –                            | –                            | –                            | –                            | Unapologetic                    |
| 2012                                                    | „Half of Me”                                       | 96                           | 70                           | 84                           | –                            | 46                           | 75                           | 10                           | –                            | –                            | –                            | Unapologetic                    |
| 2015                                                    | „Dancing in the Dark”                              | –                            | 92                           | –                            | –                            | –                            | –                            | –                            | –                            | –                            | –                            | Home soundtrack                 |
| 2015                                                    | „As Real as You and Me”                            | –                            | 96                           | –                            | –                            | –                            | 110                          | –                            | –                            | –                            | –                            | Home soundtrack                 |
| 2016                                                    | „Consideration” (z gościnnym udziałem SZA)         | –                            | 63                           | –                            | –                            | –                            | 88                           | 18                           | 113                          | –                            | 38                           | Anti                            |
| 2016                                                    | „Desperado”                                        | –                            | 109                          | –                            | –                            | 51                           | 129                          | 19                           | 107                          | –                            | 39                           | Anti                            |
| 2016                                                    | „Woo”                                              | –                            | –                            | –                            | –                            | –                            | 158                          | –                            | –                            | –                            | –                            | Anti                            |
| 2016                                                    | „Yeah, I Said It”                                  | –                            | –                            | –                            | –                            | –                            | 187                          | 27                           | 121                          | –                            | 41                           | Anti                            |
| 2016                                                    | „Same Ol’ Mistakes”                                | –                            | 155                          | –                            | –                            | –                            | 197                          | 33                           | –                            | –                            | –                            | Anti                            |
| 2016                                                    | „Never Ending”                                     | –                            | 144                          | –                            | –                            | –                            | –                            | –                            | –                            | –                            | –                            | Anti                            |
| 2016                                                    | „Higher”                                           | –                            | 185                          | –                            | –                            | –                            | –                            | –                            | –                            | –                            | –                            | Anti                            |
| 2016                                                    | „Close to You”                                     | –                            | 136                          | –                            | –                            | 61                           | –                            | –                            | –                            | –                            | –                            | Anti                            |
| 2016                                                    | „Goodnight Gotham”                                 | –                            | 114                          | –                            | –                            | –                            | –                            | –                            | –                            | –                            | –                            | Anti                            |
| 2016                                                    | „Pose”                                             | –                            | 98                           | –                            | –                            | –                            | –                            | –                            | –                            | –                            | –                            | Anti                            |
| 2016                                                    | „Sex with Me”                                      | –                            | 52                           | –                            | –                            | –                            | 130                          | –                            | 83                           | –                            | 33                           | Anti                            |
| „–” oznacza, że utwór nie był notowany na danej liście. |                                                    |                              |                              |                              |                              |                              |                              |                              |                              |                              |                              |                                 |

## DVD
| Rok                                                     | Dane dot. wydawnictwa | Pozycje na listach przebojów | Pozycje na listach przebojów | Pozycje na listach przebojów | Pozycje na listach przebojów | Certyfikat                                |
| Rok                                                     | Dane dot. wydawnictwa | AUS                          | BEL (FLA)                    | BEL (WAL)                    | ITA                          | Certyfikat                                |
| ------------------------------------------------------- | --- | ---------------------------- | ---------------------------- | ---------------------------- | ---------------------------- | ----------------------------------------- |
| 2008                                                    | Good Girl Gone Bad Live - Wydany: 12 czerwca 2008 - Wytwórnia: Def Jam, SRP - Format: DVD, blu-ray, digital download             | 6                            | 2                            | 2                            | 9                            | - AUS: platynowa płyta - USA: złota płyta |
| 2008                                                    | Good Girl Gone Bad: The Videos - Wydany: 12 grudnia 2008 - Wytwórnia: Island Def Jam - Format: digital download                  | –                            | –                            | –                            | –                            |                                           |
| 2012                                                    | Loud Tour Live at the O2 - Wydany: 13 grudnia 2012 - Wytwórnia: Def Jam, SRP - Format: DVD, blu-ray, digital download            | 8                            | 6                            | 3                            | 11                           |                                           |
| 2013                                                    | Rihanna 777 Documentary... 7Countries7Days7Shows - Wydany: 7 maja 2013 - Wytwórnia: Def Jam, SRP - Format: DVD, digital download | –                            | –                            | 2                            | 19                           |                                           |
| „–” oznacza, że album nie był notowany na danej liście. | |                              |                              |                              |                              |                                           |

## Teledyski
| Rok  | Tytuł                                                    | Reżyser                                      |
| ---- | -------------------------------------------------------- | -------------------------------------------- |
| 2005 | „Pon de Replay”                                          | Little X                                     |
| 2005 | „If It’s Lovin’ That You Want”                           | Marcus Raboy                                 |
| 2006 | „SOS”                                                    | Chris Applebaum                              |
| 2006 | „Unfaithful”                                             | Anthony Mandler                              |
| 2006 | „We Ride”                                                | Anthony Mandler                              |
| 2007 | „Umbrella”                                               | Chris Applebaum                              |
| 2007 | „Shut Up and Drive”                                      | Anthony Mandler                              |
| 2007 | „Don’t Stop the Music”                                   | Anthony Mandler                              |
| 2007 | „Hate That I Love You”                                   | Anthony Mandler                              |
| 2008 | „Take a Bow”                                             | Anthony Mandler                              |
| 2008 | „If I Never See Your Face Again”                         | Anthony Mandler                              |
| 2008 | „Disturbia”                                              | Anthony Mandler/Rihanna                      |
| 2008 | „Rehab”                                                  | Anthony Mandler                              |
| 2008 | „Live Your Life”                                         | Anthony Mandler                              |
| 2009 | „Paranoid” (singel Kanye Westa; gościnny udział)         | Nabil Elderkin                               |
| 2009 | „Run This Town”                                          | Anthony Mandler                              |
| 2009 | „Wait Your Turn”                                         | Anthony Mandler                              |
| 2009 | „Russian Roulette”                                       | Anthony Mandler                              |
| 2009 | „Hard”                                                   | Melina Matsoukas                             |
| 2010 | „Rude Boy”                                               | Melina Matsoukas                             |
| 2010 | „Rockstar 101”                                           | Melina Matsoukas                             |
| 2010 | „Te Amo”                                                 | Anthony Mandler                              |
| 2010 | „Love the Way You Lie”                                   | Joseph Kahn                                  |
| 2010 | „Who’s That Chick?”                                      | Jonas Åkerlund                               |
| 2010 | „Only Girl (In the World)”                               | Anthony Mandler                              |
| 2010 | „What’s My Name?”                                        | Philip Andelman                              |
| 2011 | „S&M”                                                    | Melina Matsoukas                             |
| 2011 | „All of the Lights”                                      | Hype Williams                                |
| 2011 | „California King Bed”                                    | Anthony Mandler                              |
| 2011 | „Man Down”                                               | Anthony Mandler                              |
| 2011 | „Cheers (Drink to That)”                                 | Evan Rogers                                  |
| 2011 | „Fly”                                                    | Sanaa Hamri                                  |
| 2011 | „We Found Love”                                          | Melina Matsoukas                             |
| 2011 | „You da One”                                             | Melina Matsoukas                             |
| 2012 | „Take Care”                                              | Yoann Lemoine                                |
| 2012 | „Where Have You Been”                                    | Dave Meyers                                  |
| 2012 | „Princess of China”                                      | Adria Petty, Alan Bibby                      |
| 2012 | „Diamonds”                                               | Anthony Mandler                              |
| 2013 | „Stay”                                                   | Sophie Muller                                |
| 2013 | „Fashion Killa” (singel A$AP Rocky’ego; gościnny udział) | A$AP Rocky, Delaware                         |
| 2013 | „Pour It Up”                                             | Robyn Rihanna Fenty                          |
| 2013 | „What Now”                                               | Jeff Nicholas, Jonathan Craven, Darren Craig |
| 2013 | „The Monster”                                            | Rich Lee                                     |
| 2014 | „Can’t Remember to Forget You”                           | Joseph Kahn                                  |
| 2015 | „FourFiveSeconds”                                        | Inez & Vinoodh                               |
| 2015 | „American Oxygen”                                        | Darren Craig, Jonathan Craven, Jeff Nicholas |
| 2015 | „Bitch Better Have My Money”                             | Robyn Rihanna Fenty, Megaforce               |
| 2016 | „Work”                                                   | Director X, Tim Erem                         |
| 2016 | „Kiss It Better”                                         | Craig McDean                                 |
| 2016 | „Needed Me”                                              | Harmony Korine                               |
| 2016 | „This Is What You Came For”                              | Emil Nava                                    |
| 2016 | „Sledghehammer”                                          | Floria Sigismondi                            |